# Trotteur Français
Der Trotteur Français (dt. Französischer Traber) ist eine Pferderasse, die auf die Veredlung des Anglo-Normannen, eines Ende des 19. Jahrhunderts sehr begehrten Wagenpferdes, mit dem englischen Vollblüter zurückgeht.
Hintergrundinformationen zur Pferdebewertung und -zucht finden sich unter: Exterieur, Interieur und Pferdezucht.

## Exterieur
Durch die Zucht auf Trabrennen und Lasttransport ist das Äußere der Rasse nicht einheitlich. Gemeinsam ist den französischen Trabern aber ein kräftiger Rücken, eine muskulöse Hinterhand und kräftige Beine. Der Französische Traber weist einen sehr soliden Körperbau auf, was ihn auch als Reitpferd auszeichnet, das man nicht nur im Fahrsport, sondern auch für das Trabrennen einsetzen kann.

## Interieur
Entsprechend den Zuchtanforderungen hat der französische Traber einen schnellen Trab, aber nur einen mäßigen Schritt und Galopp, und ist sehr konditionsstark. Besondere Eignung hat er für die längeren Trabrennstrecken.

## Zuchtgeschichte
Der französische Traber ist ursprünglich keine Zucht für die Rennbahn, sondern eine Traberzucht für den Lasttransport. Als Folge dieser Anforderung, waren und sind die französischen Traber größer und kräftiger als der amerikanische Traber. Hinzu kommt, dass in Frankreich Trabrennen nicht nur gefahren, sondern vielfach auch geritten werden, was die Anforderung an einen kräftigen Rücken aufrechterhält. Die ersten, 1897 noch privat geführten, Zuchtbücher der Rasse, sehen als Leistungsanforderung für Dreijährige die Bewältigung einer 4 km langen Strecke unter einer 60 kg Last mit einer Durchschnittsgeschwindigkeit von 34 km/h vor. Vierjährige mussten 8 kg mehr tragen und die Strecke mit 35 km/h, Fünfjährige mit 36 km/h bewältigen. Gefordert war in jedem Fall, dass die Strecke in reinem Trab zurückgelegt wurde. Diese Anforderungen bewirkten, dass in erster Linie größere und kräftigere Tiere in die Zuchtbücher aufgenommen wurden. Um die Rasse für die Anfang des 20. Jahrhunderts populär werdenden Trabrennen schneller zu machen, wurden zunächst der Orlow-Traber später auch der Metis-Traber und das Standardbred eingezüchtet. Als das Zuchtbuch 1922 vom staatlichen Landwirtschaftsministerium übernommen wurde, konnten die Anforderungen an die Geschwindigkeit bei gleicher Belastung für die 3-Jährigen bereits auf 35 km/h, die 4-Jährigen auf 37 km/h und für die 5-Jährigen auf 38 km/h erhöht werden. Um einen Untergang der Rasse durch zu starke Einzucht des Standardbred zu verhindern, wurde 1937 das Zuchtbuch geschlossen. Nachdem der französische Traber in den 1960ern und 1970ern die Trabrennbahnen dominierte und dadurch eine sehr hohe Verbreitung erreichte, befindet er sich derzeit auf dem Rückzug, da lange Strecken von 4000 Metern und mehr vielfach nicht mehr angeboten werden und ihm auf den kurzen Strecken der Standardbred den Rang abläuft.